# 10454 Vallenar
10454 Vallenar è un asteroide della fascia principale. Scoperto nel 1978, presenta un'orbita caratterizzata da un semiasse maggiore pari a 2,3402742 UA e da un'eccentricità di 0,1224496, inclinata di 5,93086° rispetto all'eclittica.